# 루커스 헤지스
루커스 헤지스(영어: Lucas Hedges, 1996년 12월 12일 ~ )는 미국의 배우이다. 헤지스는 각본가 겸 감독의 피터 헤지스와 여배우 수전 브루스의 차남으로, 아버지가 연출한 영화 《댄 인 러브》(2007)로 그의 연기 경력을 시작하였고, 이후 코미디 드라마 영화 《문라이즈 킹덤》(2012), 범죄 전기 영화 《킬 더 메신저》(2014)와 성장 영화 《레이디 버드》(2017)와 범죄 영화 《쓰리 빌보드》(2017)에 출연하였다. 케네스 로너건 감독의 드라마 영화 《맨체스터 바이 더 씨》(2016)에서 그의 연기가 비평가들의 찬사를 받아 미국 아카데미상, 영국 아카데미 영화상(BAFTA)과 골든 글로브상, 미국 배우 조합상(SAG)에 후보 지명되었다.

## 어린 시절과 교육
헤이스는 1996년 12월 12일, 미국 뉴욕주 뉴욕 브루클린 하이츠에서 영화 《길버트 그레이프》, 《어바웃 어 보이》로 잘 알려진 미국 아카데미상 각본상 후보에 지명 된 할리우드의 각본가 겸 감독 피터 헤지스와 여배우 수전 브루스 (옛 성씨는 티트먼)의 차남으로 태어났다. 그의 형제로는 형 사이먼이 있다. 그는 브루클린 하이츠와 코블 힐에서 성장하였다. 그의 외할아버지는 뉴욕에 위치한 케이블 TV 민영방송 HBO의 전 부사장이다. 그의 외할머니 나르시사 티트먼은 전 연극 감독이자 강사였다.
그는 세인트 앤스 스쿨을 졸업하고, 노스 캐롤라이나 예술 대학교 연극 전공하고 있으며 현재는 휴학 중이다. 헤지스는 또한 노스웨스턴 대학교의 국립 고등학교 기관에서 체룹스 연극 프로그램을 졸업했다.

## 경력

### 2007–2015: 초기 경력
어린 시절, 헤지스는 아버지가 연출한 영화 《댄 인 러브》(2007)로 장편 데뷔를 하였다. 하지만 그는 영화의 후반 제작에서 출연한 장면이 삭제되었다. 그는 웨스 앤더슨 감독의 영화 《문라이즈 킹덤》(2012)의 캐스팅 디렉터가 그의 중학교 연극 제작의 관중으로 있었고, 결국 헤지스는 이 영화에 레드포드라는 그의 첫 번째 역할로 출연했다. 그는 이후 《아서 뉴먼》(2013), 제이슨 라이트먼 감독의 영화 《레이버 데이》(2013)과, 테리 길리엄 감독의 영화 《제로법칙의 비밀》(2013)에 출연했다. 2014년 헤지스는 앤더슨 감독의 영화 《그랜드 부다페스트 호텔》과 마이클 쿠에스타 감독의 영화 《킬 더 메신저》에 카메오로 출연했고, 그는 긍정적인 평가를 받았다.

### 2016–현재: 주목 받다
2015년 4월, 헤지스는 케네스 로너건 감독의 세 번째 장편 영화 《맨체스터 바이 더 씨》(2016)의 캐스팅 되었다. 그는 아버지의 죽음으로 인해 고향인 맨체스터에 돌아온 삼촌의 보살핌을 받는 16세 패트릭 챈들러를 연기했다. 영화는 2016년 1월 23일, 선댄스 영화제에서 초연 됐으며, 헤지스는 비평가들의 찬사를 받았다. 헤지스는 이 영화로 크리틱스 초이스 영화상 최우수 아역연기상을 수상했으며, 크리틱스 초이스 영화상 최우수 남우조연상, 미국 배우 조합상(SAG) 영화부문 최우수 남우조연상, 영국 아카데미 영화상(BAFTA) 최우수 남우조연상, 미국 아카데미상 최우수 남우조연상 등 다수의 시상식에 후보 지명되었다.
2017년 1월 31일 헤지스는 극작가 안나 조던이 극을 쓰고 트립 컬먼감독이 연출한 브로드 웨이 연극 《엔》으로 무대 데뷔를 했다. 연극은 2월 19일부터 3월 4일까지 루실 로텔 극장에서 공연 되었다. 이 공연으로 헤지는 극찬을 받아 루실 로텔 어워드 연극부문 최우수 남우주연상에 후보 지명되었고, 씨어터 월드 어워드 최우수 신인 연기상을 수상했다. 2017년, 그는 그레타 거윅 감독의 데뷔작 《레이디 버드》와 마틴 맥도나 감독의 영화 《쓰리 빌보드》에 두드러진 조연 역할로 출연했다.
2017년 3월 1일, 헤지스는 조나 힐의 감독 데뷔작으로 내정 된 영화 《미드 90》에 주연을 맡아 《맨체스터 바이 더 씨》에서 공연했었던 미셸 윌리엄스이 상대 역할로 출연다고 발표 되었다. 하지만 이후에 윌리엄스는 캐서린 워터스턴으로 대체되었다. 2017년 6월 8일, 헤지스는 제라드 콘리의 회고록 Boy Erased: A Memoir을 각색한 영화 《보이 이레이즈드》에 캐스팅 되어 2017년 9월에 촬영을 시작한다고 발표 되었다. 2017년 12월, 헤지스는 그의 아버지인 피터 헤지스가 감독하는 영화 《벤 이즈 백》에서 명목상의 벤 역할로서의 주요 제작을 시작했다.
2018년 4월 11일 헤지스는 케네스 로너건이 연출하는 브로드 웨이 연극 《더 웨이벌리 갤러리》에 일레인 메이, 마이클 세라와 함께 출연한다고 발표 되었다. 시사회는 9월 25일로, 공식 개막 밤인 존 골든 극장에서 10월 25일부터 시작되었다.

## 출연 작품

### 영화
| 연도 | 제목                    | 원제                                      | 배역               | 비고    |
| ---- | ----------------------- | ----------------------------------------- | ------------------ | ------- |
| 2007 | 댄 인 러브              | Dan in Real Life                          | 릴리의 댄스 파트너 | 삭제 됨 |
| 2012 | 문라이즈 킹덤           | Moonrise Kingdom                          | 레드퍼드           |         |
| 2012 | 아서 뉴먼               | Arthur Newman                             | 케빈 에이버리      |         |
| 2013 | 제로법칙의 비밀         | The Zero Theorem                          | 밥                 |         |
| 2013 | 레이버 데이             | Labor Day                                 | 리처드             |         |
| 2014 | 그랜드 부다페스트 호텔  | The Grand Budapest Hotel                  | 교환원             |         |
| 2014 | 킬 더 메신저            | Kill the Messenger                        | 이언 웨브          |         |
| 2015 | 월터 교수의 마지막 강의 | Anesthesia                                | 그렉               |         |
| 2016 | 맨체스터 바이 더 씨     | Manchester by the Sea                     | 패트릭 챈들러      |         |
| 2017 | 쓰리 빌보드             | Three Billboards Outside Ebbing, Missouri | 로비 헤이스        |         |
| 2018 | 레이디 버드             | Lady Bird                                 | 대니 오닐          |         |
| 2018 | 보이 이레이즈드         | Boy Erased                                | 개러드 콘리        |         |
| 2018 | 미드 90                 | Mid-90s                                   | 스티비             |         |
| 2018 | 벤 이즈 백              | Ben Is Back                               | 벤 번스            |         |
| 2019 | 허니 보이               | Honey Boy                                 | 오티스 로트        |         |
| 2019 | 웨이브스                | Waves                                     | 루크               |         |
| 2020 | 프렌치 엑시트           | French Exit                               | 맬컴 프라이스      |         |
| 2020 | 렛 댐 올 토크           | Let Them All Talk                         | 타일러 휴스        |         |
| 2025 | 쏘리, 베이비            | Sorry, Baby                               | 개빈               |         |

### 텔레비전
| 연도 | 제목             | 배역                           | 비고            |
| ---- | ---------------- | ------------------------------ | --------------- |
| 2015 | 더 슬랩 The Slap | 리지 조아누 (전 성씨는 콜린스) | 텔레비전 시리즈 |

### 무대
| 연도 | 제목                                   | 배역        | 비고           |
| ---- | -------------------------------------- | ----------- | -------------- |
| 2017 | 엔 Yen                                 | 헨치        | 루실 로텔 극장 |
| 2018 | 더 웨이벌리 갤러리 The Waverly Gallery | 다니엘 리드 | 존 골든 극장   |